# Дроновка (Белгородская область)
Дроновка — село в Грайворонском районе Белгородской области. Входит в состав Смородинского сельского поселения.

## История
Первоначально деревня Дроновка именовалась «Дранки». Первое название имело прямое отношение к занятию первых жителей: в словаре Даля слово «драть» означает «пахать лесную новину».
Ещё одно прежнее название — «Корова», что связано с расположением деревни по обе стороны ручья Корова.
Самый ранний архивный документ, в котором упомянута Дроновка, датирован 1702 годом. Имеющиеся документы не дают возможности установить точный год основания Дроновки, но можно утверждать, что произошло это во второй половине XVII века, после основания села Смородино.
В экономических примечаниях к Генеральному межеванию 80-х годов XVIII века о деревне Корове (Дроновке) сообщается, что там насчитывалось 35 дворов и 227 душ однодворцев. Проживал в деревне мелкопоместный помещик Шегалов.
Малоземелье было главной проблемой дроновцев. Из 1355 десятин, принадлежащих деревне, 1083 десятины занимал лес. На один двор приходилось около 3 десятин, куда входили усадьбы, выгоны и пастбища.
Десятая ревизия переписала в деревне Дроновка «264 души мужского пола». По документам переписи 1884 года, в «деревне Дроновке Грайворонского уезда Дорогощанской волости» — 115 дворов (112 изб) крестьян государственных четвертных, 712 жителей (366 мужского и 346 женского пола), 5 грамотных мужчин (школа в 7 верстах), 788,8 десятины усадебной и пахотной земли, 13 «промышленных заведений», кабак.
К 1890 году в деревне открылась школа, а также торговая и пивная лавка, «кузня».
В 1932 году в деревне проживало 1314 жителей.
В 1933 году создан первый колхоз имени Климентия Ворошилова.
В годы Великой Отечественной войны уроженцу Дроновки Ларикову Егору Григорьевичу было присвоено звание Героя Советского Союза. В 2013 году в Дроновке у памятника погибшим на фронте воинам-односельчанам был установлен его бюст.
В 1997 году в селе Дроновке — 93 домовладения, 216 жителей.
По данным переписи 2002 года в селе Дроновка насчитывалось 79 дворов и проживало 192 человека.

## Население
| 2002 | 2010 |
| ---- | ---- |
| 205  | ↘167 |

## Люди, связанные с деревней
- Егор Григорьевич Лариков — Герой Советского Союза[4].